# Nőszirom
A nőszirom vagy írisz (Iris) a spárgavirágúak (Asparagales) rendjébe tartozó nősziromfélék (Iridaceae) családjának névadó nemzetsége. 200-300 faj tartozik ide. A tudományos nevét a szivárvány görög nevéről kapta, az ide tartozó virágok sokféle színváltozatára utalva. A köznyelvben az írisz (a szem szivárványhártyája mellett) a nemzetségen kívül néhány más, a nősziromféléken belül közel álló nemzetség növényeire is utalhat.
Egyes leírások az Iris nemzetséghez csatolják a Belamcanda, Hermodactylus, Neomarica és Pardanthopsis nemzetségeket is.

## Előfordulásuk
Csak szűk körben terjedt el az északi mérsékelt égövön. Élőhelye figyelemre méltóan változatos, a hideg és hegyi régióktól Európa füves lejtőiig, rétségeiig és folyópartjaiig, a Közel-Kelettől Észak-Afrikán át, egészen Észak-Amerikáig terjed.

## Megjelenésük
Az íriszek évelő növények, amelyek gyöktörzsekkel, (gyöktörzses íriszek), vagy szárazabb éghajlatokon hagymákkal (hagymás íriszek) élik túl a telet. Hosszú, egyenes, virágzó szárakkal rendelkeznek. Ezek lehetnek egyszerűek vagy elágazóak, tömörek vagy üregesek, és laposak vagy körkörös keresztmetszetűek. A gyöktörzses fajoknak általában van 3-10 tőálló, kard alakú levelük, a hagymás fajoknak hengeres alakú tőleveleik vannak.

## Fajok

### Magyarországonőshonos fajok
- Pázsitos nőszirom (Iris graminea) Védett.
- Korcs nőszirom (Iris spuria) Védett.
- Szibériai nőszirom (Iris sibirica) Védett.
- Sárga nőszirom (Iris pseudocorus)
- Homoki nőszirom (Iris humilis) Védett.
- Apró nőszirom (Iris pumila) Védett.
- Magyar nőszirom (Iris aphylla subsp. hungarica) Fokozottan védett!
- Tarka nőszirom (Iris variegata) Védett.

### Kertekben ültetett fajok
- Dalmát nőszirom (Iris pallida)
- Kerti nőszirom (Iris × germanica)
- Török nőszirom (Iris danfordiae)
- Recéshagymájú nőszirom (Iris reticulata)
- Balkáni nőszirom Iris reichenbachii